# Gather Together in My Name
Gather Together in My Name é um livro de memórias da escritora e poetisa americana Maya Angelou que foi lançado em 1974. É o segundo livro da série de sete autobiografias de Angelou. A obra começa imediatamente após os acontecimentos ocorridos em I Know Why the Caged Bird Sings, e continua a história de Rita na juventude, ou seja, dos 17 aos 19 anos. Escrito três anos depois de Caged Bird, o livro "retrata o declínio de uma mãe solteira na escalada social para a pobreza e o crime". O título do livro é retirado da Bíblia, mas também transmite como uma mulher negra viveu na sociedade dominada por brancos dos Estados Unidos após a Segunda Guerra Mundial.
Angelou expande muitos temas que ela começou a discutir em sua primeira autobiografia, incluindo maternidade e família, racismo, personalidade, educação e alfabetização. Rita se torna mais próxima de sua mãe neste livro e passa por uma variedade de empregos e relacionamentos enquanto tenta sustentar seu filho e encontrar seu lugar no mundo. Angelou continua a abordar o racismo em Gather Together, mas passa de falar por todas as mulheres negras para descrever como uma jovem lidou com isso. O livro mostra o narcisismo dos jovens, mas descreve como Rita descobre sua personalidade. Como muitas das autobiografias de Angelou, Gather Together está preocupado com a autoeducação contínua de Angelou.
Gather Together não foi tão consagrado pela crítica quanto a primeira autobiografia de Angelou, mas recebeu avaliações positivas ao ser reconhecido como uma obra com um melhor modelo de escrita do que sua antecessora. A obra, composta por uma série de episódios unidos por tema e conteúdo, é paralela ao caos da adolescência, que alguns críticos consideram uma sequência insatisfatória de Caged Bird. Os muitos movimentos físicos de Rita ao longo do livro, que afetam a organização e a qualidade do livro, fizeram com que pelo menos um crítico o chamasse de literatura de viagem.

## Contexto

Maya Angelou recitando seu poema "On the Pulse of Morning" na posse do presidente Bill Clinton em 1993

Gather Together in My Name, lançado em 1974, é o segundo livro de Maya Angelou em sua série de sete autobiografias. Escrito três anos após sua primeira autobiografia, I Know Why the Caged Bird Sings, o livro "descreve o declínio de uma mãe solteira na escalada social para a pobreza e o crime". Em 1971, Angelou publicou seu primeiro volume de poesia, Just Give Me a Cool Drink of Water 'fore I Diiie, que se tornou um best-seller e foi indicado ao Prêmio Pulitzer. Era prática inicial de Angelou alternar um volume de prosa com um volume de poesia. Em 1993, Angelou recitou seu poema "On the Pulse of Morning" na posse do presidente Bill Clinton, tornando-se a primeira poeta a fazer uma recitação inaugural desde Robert Frost na posse John F. Kennedy em 1961. Através da escrita desta autobiografia e de suas histórias de vida em todos os seus livros, Angelou tornou-se reconhecida e altamente respeitada como porta-voz de negros e mulheres. A acadêmica Joanne Braxton elogiou o trabalho de Angelou: "sem dúvida (...) A autobiógrafa negra mais visível da América".

### Título do livro
O título Gather Together foi inspirado em Mateus 18:19–20: "Também vos digo que, se dois de vós concordarem na terra quanto a qualquer coisa que pedirem, isso lhes será feito por meu Pai, que está no céu. Pois onde estiverem dois ou três reunidos em meu nome, aí estou eu no meio deles” (King James Version). Enquanto Angelou reconheceu a origem bíblica do título, ela também afirmou que o título contrariava a tendência de muitos adultos de mentirem para seus filhos sobre seu passado. A acadêmica Sondra O'Neale afirma que o título é "uma injunção do Novo Testamento para a alma viajante orar e comungar enquanto espera pacientemente pela libertação".
O crítico Hilton Als acredita que o título deste livro pode ter um significado adicional. Um tema predominante em Gather Together é como uma mulher negra conseguiu sobreviver no contexto mais amplo da América pós-guerra, mas também fala por todas as mulheres negras e como elas sobreviveram em uma sociedade dominada por brancos. O crítico Selwyn R. Cudjoe concorda: "Os incidentes do livro aparecem meramente reunidos em nome de Maya Angelou".

## Sinopse
A obra é baseada nos acontecimentos posteriores à Segunda Guerra Mundial. Angelou, ainda conhecida como "Marguerite" ou "Rita", acaba de dar à luz seu filho Clyde e está morando com a mãe e o padrasto em São Francisco. O livro acompanha Marguerite dos 17 aos 19 anos de idade, através de uma série de relacionamentos, ocupações e cidades enquanto ela tenta criar seu filho e encontrar seu lugar no mundo. Continua explorando os temas do isolamento e solidão de Angelou iniciados em seu primeiro volume, e as maneiras como ela supera o racismo, o sexismo e sua contínua vitimização.
Rita está sempre atrás de emprego em emprego, assim como, de relacionamento em relacionamento, esperando que "meu príncipe encantado fosse aparecer do nada". "Minhas fantasias eram um pouco diferentes de qualquer outra garota da minha idade", escreveu Angelou. "Ele viria. Ele iria. Apenas entre na minha vida, me veja e se apaixone eternamente (...) Eu ansiava por um marido que me amasse etéreo, espiritualmente e em raras (mas belas) ocasiões, fisicamente".
Alguns eventos importantes ocorrem ao longo do livro enquanto Rita tenta cuidar de si e do filho. Em San Diego, Rita se torna uma proxeneta ausente de duas prostitutas lésbicas. Quando ameaçada de prisão e de perder seu filho por suas atividades ilegais, ela e Clyde fogem para a casa de sua avó em Stamps, no Arkansas. Sua avó os transferem para São Francisco, visando sua segurança e proteção depois de punir fisicamente Rita por confrontar duas mulheres brancas em uma loja de departamentos. Este acontecimento demonstra suas atitudes diferentes e irreconciliáveis sobre raça, eventos paralelos no primeiro livro de Angelou. De volta com sua mãe em São Francisco, Rita tenta se alistar no Exército, apenas para ser rejeitada durante o auge do Red Scare porque ela frequentou a organização California Labor School quando adolescente.
Outro acontecimento notável descrito no livro foi, apesar de "o episódio mais estranho", foi a sua curta passagem aprendendo aula de dança com seu parceiro, R. L. Poole, que se tornou seu amante até que ele se reencontrou com sua parceira anterior, terminando o namoro com Rita.
Um ponto crucial na história ocorre quando Rita se apaixona por um jogador chamado L. D. Tolbrook, que seduz Rita e a apresenta à prostituição. A hospitalização de sua mãe e a morte da esposa de seu irmão Bailey levam Rita para a casa de sua mãe. Ela deixa seu filho com um zelador, Big Mary, mas quando ela volta para ele, ela descobre que Big Mary havia desaparecido com Clyde. Ela tenta obter ajuda de Tolbrook, que a coloca em seu lugar quando o encontra em sua casa e pede que ele a ajude a encontrar seu filho. Ela finalmente percebe que ele estava se aproveitando dela, mas consegue rastrear Big Mary e Clyde até Bakersfield, na Califórnia, e tem uma reunião emocional com seu filho. Ela escreve: "No pátio arado perto de Bakersfield, comecei a entender essa singularidade da pessoa. Ele tinha três anos e eu tinha dezenove anos, e nunca mais pensaria nele como um belo apêndice de mim mesmo."
O final do livro encontra Rita derrotada pela vida: "Pela primeira vez sentei-me indefesa para aguardar o próximo assalto da vida". O livro termina com um encontro com um viciado em drogas que se importou o suficiente com ela para mostrar-lhe os efeitos de seu vício em drogas, o que a galvaniza a rejeitar o vício em drogas e fazer algo de sua vida para ela e seu filho.

## Temáticas abordadas

### Maternidade e família
Começando em Gather Together, questões de maternidade e família são temas importantes ao longo das autobiografias de Angelou. O livro descreve a mudança e a importância da relação de Rita com a própria mãe, a mulher que abandonou ela e o irmão quando crianças, demonstrada pelo retorno de Rita à mãe no final do livro, "depois de perceber o quão próximo chegou, como mulher e como mãe". Vivian Baxter cuida do filho de Rita, enquanto Rita tenta ganhar a vida. A crítica Mary Jane Lupton afirma que "a gente tem uma forte sensação ao longo do Gather Together da dependência [de Rita] de sua mãe". O crítico Lyman B. Hagen observa que o relacionamento de Angelou com sua mãe se torna mais importante em Gather Together, e que Vivian agora é mais influente no desenvolvimento das atitudes de Angelou. Lupton chama o sequestro de Clyde de uma "sequência poderosa de perda da mãe" e a conecta ao sequestro do filho de Clyde na década de 1980. Angelou comparou a produção deste livro ao parto, uma metáfora apropriada para o nascimento de seu filho no final de Caged Bird. Como muitos autores, Angelou vê o processo de literatura criativa e seus resultados como seus filhos.

### Racismo e a raça humana
O objetivo de Angelou, começando com sua primeira autobiografia, era "dizer a verdade sobre a vida das mulheres negras", mas seu objetivo evoluiu, em seus volumes posteriores, para documentar os altos e baixos de sua própria vida. As autobiografias de Angelou têm a mesma estrutura: dão uma visão histórica dos lugares em que ela morava na época, como ela lidou com o contexto de uma sociedade branca maior e as maneiras como sua história se desenrolou nesse contexto. A crítica Selwyn Cudjoe afirmou que em Gather Together, Angelou ainda está preocupada com as questões do que significa ser uma mulher negra nos Estados Unidos, mas se concentra em si mesma em um certo ponto da história, nos anos imediatamente após a Segunda Guerra Mundial. O livro começa com um prólogo descrevendo a confusão e desilusão da comunidade afro-americana durante esse tempo, que combinava com a natureza alienada e fragmentada da vida do personagem principal. De acordo com McPherson, os afro-americanos receberam a promessa de uma nova ordem racial que não se materializou.
No meio do Gather Together, ocorre um acontecimento que demonstra as diferentes maneiras pelas quais Rita e sua avó lidam com o racismo. Rita, quando é insultada por um funcionário branco durante uma visita ao Stamps, reage com provocação; mas quando Momma fica sabendo do confronto, ela dá um tapa em Rita e a manda de volta para a Califórnia. Rita sente que sua personalidade foi violada, mas Momma acredita que o comportamento da neta era perigoso. A avó de Rita não é mais uma influência importante em sua vida, e Angelou demonstra que teve que seguir em frente na luta contra o racismo.
As autobiografias de Angelou, incluindo este volume, têm sido usadas em abordagens narrativas e multiculturais na formação de professores. A Dra. Jocelyn A. Glazier, professora da Universidade George Washington, usou o Caged Bird e Gather Together para treinar professores sobre como discutir a raça humana em suas salas de aula. De acordo com Glazier, o uso de eufemismo, autozombaria, humor e ironia de Angelou, leitores de Gather Together e as demais autobiografias de Angelou fizeram com que os leitores se perguntem o que ela deixou de fora e de insegurança sobre como responder aos acontecimentos descritos por Angelou. As representações da escritora sobre suas experiências de racismo forçam os leitores brancos a explorarem seus sentimentos sobre a raça humana e seu status privilegiado. Glazier descobriu que, embora os críticos tenham se concentrado em onde Angelou se encaixa no gênero de autobiografia afro-americana e em suas técnicas literárias, os leitores reagem à sua narrativa com "surpresa, principalmente quando [eles] entram no texto com certas expectativas sobre o gênero de autobiografia".

### Personalidade de Rita
Gather Together mantém o destaque de Caged Bird, mas tem uma autoconsciência ausente do primeiro volume. O autor Hilton Als afirma que Angelou "substitui a linguagem da história social pela linguagem da terapia". O livro mostra o narcisismo e o seu envolvimento com jovens adultos. É Rita quem é o foco, e todos os outros personagens são secundários e, muitas vezes, são apresentados "com a hábil superficialidade de uma descrição de palco" que pagam o preço pela presença de Rita. Grande parte da literatura de Angelou neste volume, como afirma Als, é "reativa, não reflexiva". Angelou opta por demonstrar o narcisismo de Rita em Gather Together, abandonando as formas convencionais de autobiografia, que tem começo, meio e fim. Por exemplo, não há experiência central em seu segundo volume, como há em Caged Bird com o relato de Angelou sobre seu estupro aos oito anos de idade. Lupton acredita que essa experiência central é realocada "para algum lugar luminoso em um volume ainda por ser".
Gather Together, como grande parte da literatura afro-americana, retrata a busca de Rita por autodescoberta, personalidade e dignidade no ambiente difícil do racismo e ela, como outros afro-americanos, conseguiram superar isso. A busca de Rita se expressa tanto externamente, por meio de suas necessidades materiais, quanto internamente, por meio do amor e das relações familiares. Em Caged Bird, apesar do trauma e da rejeição dos pais, o mundo de Rita é relativamente seguro, mas a jovem adolescente em Gather Together experimenta, muitas vezes, a dissolução de seus relacionamentos. A solidão que se segue para ela é "uma solidão que se torna, às vezes, suicida e contribui para o seu eu desancorado". Rita não tem certeza de quem ela é ou o que ela se tornaria, então ela tenta agir de diversas formas, seja inquieta e frustrada, como os adolescentes costumam fazer durante essa fase da vida. Sua experiência fazia parte de seu auto aprendizado que a levaria com sucesso à maturidade e à idade adulta. Lupton concorda, afirmando que Rita sobreviveu por tentativa e erro enquanto se definia como uma mulher negra. Angelou reconhece que os erros que ela descreve são parte de "uma juventude desastrada, que e devem ser perdoados como tal", mas a jovem Rita insiste que ela assuma a responsabilidade por si mesma e por seu filho.
A acadêmica feminista Maria Lauret afirma que a formação da identidade cultural feminina é tecida na narrativa de Angelou, configurando-a como "uma modelo para as mulheres negras". Lauret concorda com outros acadêmicos que Angelou reconstrói a imagem da mulher negra ao longo de suas autobiografias, e que a escritora usa seus de seus inúmeros papéis, encarnações e personalidades em seus livros para "significar múltiplas camadas de opressão e história pessoal". Angelou começa esta técnica em seu primeiro livro, e continua em Gather Together, especialmente sua demonstração do "hábito racista" de mudar os afro-americanos. Lauret vê os temas de Angelou sobre a força e a capacidade de superação do indivíduo também nas autobiografias de Angelou. Cudjoe afirma que Angelou ainda está preocupada com o que significa ser negra e mulher na América, mas agora ela descreve "uma forma particular da mulher negra em um momento específico da história e submetida a certas forças sociais que agridem a mulher negra com intensidade incomum". Quando Angelou estava preocupada com o que seus leitores pensariam quando ela revelasse que havia sido uma prostituta, seu marido Paul Du Feu a encorajou a ser honesta e "dizer a verdade como escritora". Cudjoe reconhece a relutância de Angelou em divulgar esses episódios no texto, afirmando que, embora sejam importantes em seu desenvolvimento social, Angelou não parece "particularmente orgulhosa de sua atividade durante esses 'alguns anos tensos'". Angelou disse que escreveu o livro, apesar de potencialmente prejudicar a reputação que ganhou depois de escrever Caged Bird, porque queria mostrar como foi capaz de sobreviver em um mundo onde "todas as portas não estão apenas trancadas, mas não há maçanetas (...) As crianças precisam saber que você pode tropeçar, tropeçar e cair, ver onde você está e se levantar, perdoar a si mesmo e continuar vivendo sua vida."

### Literatura
Todas as autobiografias de Angelou, especialmente este volume e seu antecessor, estão "muito preocupados com o que [Angelou] sabia e como ela aprendeu". Lupton compara a educação informal de Angelou descrita neste livro com a educação de outros escritores negros do século XX. Escritores notáveis como Claude McKay, Langston Hughes e James Baldwin, Angelou não obteve um diploma universitário e dependia da "instrução direta de formas culturais afro-americanas". Ela não sentiu que sua educação terminou no ensino médio. Como aponta Hagen, desde que Angelou foi incentivada a apreciar a literatura quando criança, ela continua a ler, expondo-se a uma grande variedade de autores, desde a poesia de Countee Cullen a Leo Tolstoy, entre outros autores russos. Ela afirma, durante seu período como madame, "quando minha vida dependia melodramaticamente de intrigas e enganos, descobri os escritores russos".

## Repercussão e crítica
Gather Together in My Name não foi tão consagrado pela crítica quanto a primeira autobiografia de Angelou, mas recebeu destaque positivo ao ser reconhecido como o melhor modelo de escrita. O revisor da Atlantic Monthly afirmou que o livro foi "excelentemente escrito". Já a revista Choice elogiou Angelou como uma "boa contadora de histórias". Cudjoe intitula a obra de "nem politicamente nem linguisticamente inocente". Embora Cudjoe considere Gather Together uma autobiografia mais fraca em comparação com Caged Bird, ele afirma que o uso da linguagem de Angelou é "a graça salvadora do trabalho" e que contém "um fluxo muito mais consistente e sustentado de escrita eloquente e mel".
Lupton sente que a estrutura rígida de Caged Bird parece desmoronar em Gather Together . As "experiências de infância de Angelou foram substituídas por episódios que vários críticos consideram desconexos ou bizarros"; A explicação de Lupton foi que os trabalhos posteriores de Angelou consistem em episódios, ou fragmentos, que são "reflexos do tipo de caos encontrado na vida real". Cudjoe pensou que essa convenção é o que enfraqueceu a estrutura do livro, afirmando que os acontecimentos descritos a impediram de atingir um "nível complexo de significado". Lupton afirma: "Ao alterar a estrutura narrativa, Angelou muda a ênfase de si mesma como uma consciência isolada para si mesma como uma mulher negra participando de diversas experiências entre uma classe diversa de povos". Há semelhanças na estrutura de ambos os livros, como em Caged Bird, Gather Together, e consiste numa série de episódios inter-relacionados, e ambos os livros também começam com um prefácio poético.
Cudjoe observou que Gather Together carece da "intensa solidez e centro moral" encontrado em Caged Bird, e que a forte ética da comunidade negra no sul rural é substituída pela alienação e fragmentação da vida urbana na primeira metade do século XX. O mundo que Angelou apresenta a seus leitores em Gather Together deixa sua protagonista sem um senso de propósito e, como Cudjoe afirma, "à beira da destruição para se realizar". O crítico Lyman B. Hagen discorda do julgamento de Cudjoe de que a segunda autobiografia de Angelou carecia de um centro moral, dizendo que, embora haja muitos personagens desagradáveis no livro e que seus estilos de vida não sejam condenados, a inocente Rita emerge triunfante e "o mal não prevalece". Rita opta por um mundo desprezível com boas intenções e fica mais forte como resultado de sua exposição a ele. Hagen afirma que se não fosse pelo estilo literário complexo de Gather Together, seu conteúdo impediria que ele fosse aceito como "um esforço literário exemplar".
Embora Caged Bird tenha sido destaque em sua honestidade, algo que seus leitores e revisores valorizam, a honestidade de Angelou em Gather Together tornou-se, como o crítico John McWhorter percebe, "cada vez mais estereotipada". McWhorter afirma que os eventos que Angelou descreve em Gather Together e em suas autobiografias posteriores exigem mais explicações, que ela não fornece, embora ela espere que seus leitores os aceitem pelo valor nominal. Em Gather Together, por exemplo, Angelou insiste que não é religiosa, mas recusa a assistência social, e mesmo tendo medo de se tornar lésbica em Caged Bird, se apresentando como tímida, desajeitada e estudiosa, ela é proxeneta para um casal de lésbicas, e se torna uma prostituta dela mesma. McWhorter critica Angelou por suas decisões em Gather Together, e por não explicá-las completamente: "As pessoas nesses contos extravagantes — incluindo o narrador — têm uma incoerência de romance de celulose".
Os diversos movimentos físicos de Rita ao longo do livro fazem com que Hagen o chame de literatura de viagem. Segundo Lupton, esse movimento também afeta a organização e a qualidade do livro, tornando-o uma sequência menos satisfatória de Caged Bird. Angelou respondeu a essa crítica afirmando que ela tentou capturar "a natureza episódica e errática da adolescência" como ela experimentou esse período em sua vida. McPherson concordou, afirma que a estrutura de Gather Together é mais complexa do que Caged Bird. O modelo de escrita de Angelou em Gather Together é mais maduro e simplificado, o que permite que ela transmita melhor emoção e insight através, como McPherson descreveu, "imagens de palavras nítidas e vívidas".